# Live à la Cigale (album de Marc Lavoine)
Pour les articles homonymes, voir Live à la Cigale.
Albums de Marc Lavoine
Fabriqué
(1987) Les Amours du dimanche
(1989)
Live à la Cigale est le premier album live de Marc Lavoine, sorti en 1988. Il a été enregistré sur la scène parisienne de La Cigale. Cet album contient des titres des deux premiers albums studio, Marc Lavoine et Fabriqué.

## Liste des titres
| No  | Titre                                  | Durée |
| --- | -------------------------------------- | ----- |
| 1.  | Fabriqué                               | 5:15  |
| 2.  | Le monde est tellement con             | 3:49  |
| 3.  | Tu me divises par deux                 | 4:27  |
| 4.  | Échange moi contre toi                 | 3:30  |
| 5.  | Même si                                | 3:47  |
| 6.  | Pour une biguine avec toi              | 4:31  |
| 7.  | Si tu veux le savoir                   | 2:58  |
| 8.  | Le Parking des anges                   | 4:18  |
| 9.  | Bascule avec moi                       | 3:24  |
| 10. | Je n'sais même plus de quoi j'ai l'air | 3:47  |
| 11. | Elle a les yeux revolver               | 3:42  |
| 12. | Flirt                                  | 4:45  |
| 13. | Juste le temps de vivre                | 3:32  |